# Leptoneta seogwipoensis
Espèce
Leptoneta seogwipoensis est une espèce d'araignées aranéomorphes de la famille des Leptonetidae.

## Distribution
Cette espèce est endémique de Corée du Sud.

## Étymologie
Son nom d'espèce, composé de seogwipo et du suffixe latin -ensis, « qui vit dans, qui habite », lui a été donné en référence au lieu de sa découverte, Seogwipo.

## Publication originale
- Kim, Lee & Namkung, 2004 : A new species of the genus Leptoneta Simon, 1872 (Araneae: Leptonetidae) from Korea. Korean Arachnology, vol. 31, no 2, p. 31-36.